# Bisaltes uniformis
Bisaltes uniformis là một loài bọ cánh cứng trong họ Cerambycidae.